# Teresita González Quevedo
María Teresa González Quevedo conosciuta come Teresita González (Madrid, 12 aprile 1930 – Madrid, 8 aprile 1950) è stata una religiosa spagnola appartenente alle Carmelitane della carità. Il 9 giugno del 1983 è stata proclamata venerabile da Giovanni Paolo II.

## Biografia
Figlia di María del Carmen Cadarso y González, nipote dell'ammiraglio Luis Cadarso y Rey, morto nella battaglia della baia di Manila del 1898, e di Calixto González Quevedo, medico madrileno. Aveva un fratello maggiore, Luís, e una sorella, Carmen. Due degli zii, fratelli del padre, erano gesuiti e una zia professoressa nel Liceo delle Carmelitane della Carità. Questo insieme all'educazione familiare profondamente religiosa portò alla sua devozione verso la Vergine.
All'esplodere della Guerra Civile la famiglia si trasferì a Valladolid dove frequentò la scuola delle Sorelle Carmelitane della Carità. In seguito si trasferirono a Santander e, a novembre del 1939, ritornarono a Madrid, dove frequentò la scuola di San Francesco il Grande. Nel febbraio del 1947, González partecipò a degli esercizi spirituali organizzati presso la Scuola delle suore della famiglia del Sacro Cuore di Gesù di Madrid.
All'età di 17 anni ha comunicato ai genitori il desiderio di iniziare il noviziato per entrare nell'ordine delle Carmelitane della carità della Carità e il 23 di febbraio del 1948 ha cominciato il suo cammino come postulante e novizia. Nel maggio del 1949 si ammala di pleurite acuta. Nel gennaio del 1950, le viene diagnosticata una meningite tubercolare e il suo stato di salute peggiorò. Professò i voti religiosi e contemporaneamente le venne amministrata l'estrema unzione. Morì l'8 aprile del 1950 all'età di 19 anni.

## Riconoscimenti
Dal febbraio del 1948 ha vissuto nel noviziado di Carabanchel Alto, delle Carmelitane della Carità dove, poco prima di morire nel 1950 ha pronunciato i voti di professione religiosa ricevendo il sacramento dell'eucaristia accanto ai voti. Il 9 di giugno del 1983, è stata proclamata venerabile da papa Giovanni Paolo II. In Anaco (Venezuela) un istituto educativo privato porta il suo nome in onore dei valori che rappresenta.
Nel 1960, il Comune di Madrid le ha dedicato una via nel quartiere Cuatro Caminos, nel distretto di Tetuán. Vi è anche un giardino che porta il suo nome situato all'incrocio delle vie Teresita González Quevedo e viaCapitàn Haya.